# Дикий Сад

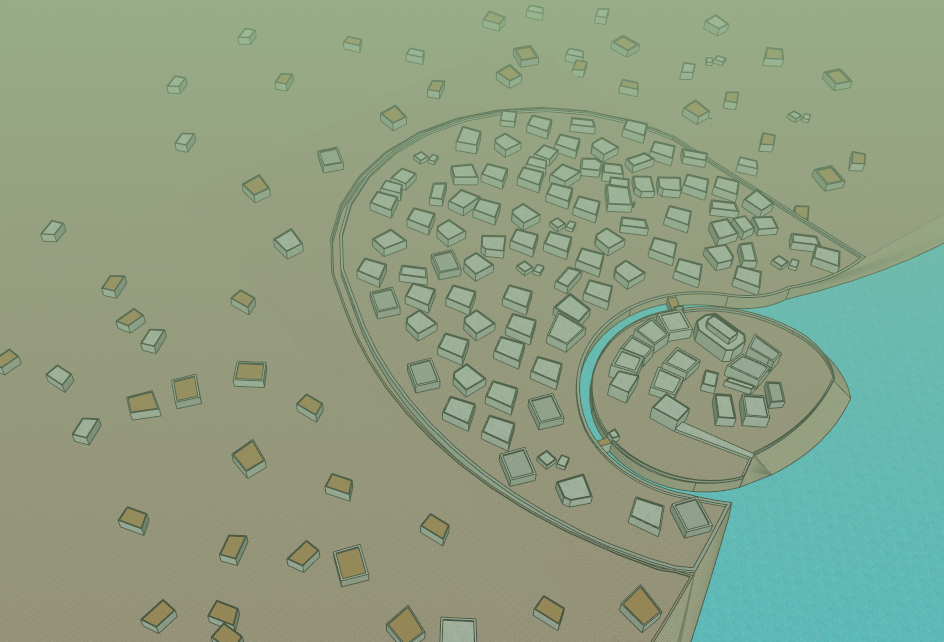
Реконструкція поселення на основі археологічних досліджень

Городище «Дикий Сад» — археологічна пам'ятка, що являє собою залишки укріпленого протоміста сер. XIII — поч. X ст. до н. е., яке належало до білозерської культури. Розташована на території сучасного міста Миколаєва. В 2017 розпочався процес перетворення пам'ятки на музей під відкритим небом.
Дослідники вважають, що стародавнє поселення було містом-портом на перетині важливих торгівельних шляхів Чорного та Балтійського морів.
Протомісто було засноване на високому березі Південного Бугу, в місці, де в нього впадає річка Інгул. Час його існування і розквіту припав на пізню бронзову добу.
Пам'ятка містить залишки жилових будівель, храмів, оборонних споруд.
Власну назву одержало від назви урочища, що розташовувалась на місці розкопок у XIX–початку XX століть. Час існування пам'ятки археології укладається в межі 1250—900 років до н. е.

## Назва
Межі пам'ятки окреслюють сучасні міські вулиці Адміральська, Набережна, Аркасівська та Артилерійська. На цій території, в пер. пол. XIX ст., коли російським імперським Чорноморським флотом і містом Миколаїв керував адмірал О. Грейг, був посаджений сад, який офіційно називався Адміральським. Також сад отримав народну назву Дикий, через те, що в ньому були дикі дерева, що не давали плодів. З часом, закріпилася саме народна назва.
Сад дуже постраждав під час двох світових війн: місцеві мешканці через нестачу дров та вугілля вирубали його і після Другої Світової війни від саду залишився пустир, лише подекуди росли кущі. Тоді ж його частково забудували, але назва за місцевістю лишилася.

## Основні віхи дослідження пам'ятки
Першовідкривачем городища став археолог, краєзнавець та керівник Миколаївського історико-археологічного музею Феодосій Камінський. Він почав збирати матеріал з території «Дикого Саду» та околиць 15 серпня 1927 — і ця дата вважається днем відкриття пам'ятки. Однією з перших знахідок став великий старовинний бронзовий казан об'ємом 37 л. До червня 1929 Феодосій передав до музею 74 фрагменти предметів, але в тому ж році був репресований і дослідження городища було припинено.
У 1950–х роках пам'ятка досліджувалася археологічною експедицією під керівництвом Лазаря Славіна, в якій працювали М. М. Бондар та О. М. Мальований. В 1956 із заслання повернувся реабілітований Ф. Камінський, який продовжив збирати археологічні артефакти на території городища.
Регулярні розкопки розпочалися лише в 1991 під керівництвом Юрія Гребеннікова, з 1998 археологічну експедицію очолює Кирило Горбенко.
Станом на 2008 рік було досліджено 5822 м², що становило 1/5 відомої території пам'ятки, також вдалося встановити, що колись тут було стародавнє місто. Багаторічна кропітка робота, що ґрунтувалася виключно на ентузіазмі науковців та небайдужих мешканців міста, дозволила отримати ці сенсаційні результати, завдяки чому археологи змогли привернути увагу громадськості та місцевої влади і з 2017 розпочався процес перетворення залишків городища на музей під відкритим небом.

## Розташування та структура стародавнього міста
Протомісто було засноване на високому березі Південного Бугу, в місці, де в нього впадає річка Інгул. За обрисами воно мало форму овалу, витягнутого по осі південний схід — північний захід. Зі сходу берег являє собою еродовані схили, з чого дослідники роблять висновок, що за 3 тис. років берег було підмито на 60-80 м. Сучасна висота над рівнем моря 19-21 м.
На сьогодні розкопано понад 50 приміщень городища, що дає можливість оцінити його розміри та структуру. Приміщення розташовані
вздовж річки Інгул у формі дуги в три-чотири ряди і майже примикають одне до одного,
створюючи єдиний архітектурний комплекс.
Поселення складалося з трьох частин: «цитаделі», «передмістя» та «посаду». «Цитадель» була центром городища і мала свої окремі укріплення, «передмістя» примикало до цитаделі і було захищено зовнішнім ровом, а «посад» розташовувався за зовнішнім ровом. Хоча нині площа пам'ятки дещо перевищує 3 га, в часи свого існування місто займало площу 4-5 га. Окрім того, археолог і керівник експедиції з дослідження городища Кирило Горбенко звертає увагу, що у прилеглих районах часто знаходять підйомний матеріал (залишки кераміки), що може вказувати на наявність «слобідки» та «некрополя», і, на цій підставі, науковець припускає, що загальна площа стародавнього поселення могла сягати 6-7 га. Археологи також передбачають, що у міста був свій порт з доками. Однак, при їх пошуку, потрібно врахувати фанагорійську регресію, яка становила від -4 до -11 м від сучасного рівня води Чорного моря.

### Цитадель
Цитадель є найстарішою і найкраще дослідженою частиною поселення. Вона розташовувалася у південно-східній частині городища і складалася з 15 приміщень різної функціональної приналежності (житлові, господарські, культові), ритуального пандусу та оборонного рову з двома перекидними мостами.
Оборонна стіна цитаделі мала 2-2,5 м у висоту і 3 м завширшки. З тилу цитадель захищав дуже крутий береговий схил, з інших двох боків — глибокі балки, а між ними був викопаний рів у формі великої дуги завдовжки 120 м, глибиною 3 м і завширшки 5 м. Його внутрішня стінка була облицьована плитами вапняку. Через рів цитаделі були перекинуті два мости, які від археологів отримали назви «північний» та «південний». Основний міст розташовувався у південній частині рову, через нього проходив шлях до цитаделі. Другий міст розташовувався у північній частині рову, він з'єднував цитадель із передмістям городища.
Основи мостів була кам'яними і від них лишився фундамент, зверху над основою колись були дерев'яні конструкції. Ці мости, що датуються сер. XIII ст. до н. е., є найстарішими у Східній Європі мостами через фортечний рів. А, взагалі, у Європі відомо лише про один старший за віком міст, який відноситься до Ахейської Греції і датується 1300 роком до н. е.
Більшість з 15 приміщень цитаделі виконували роль житлових помешкань, вони мали розміри від 4 до 8 м і форму прямокутника з овальними кутами, довгою віссю і були витягнуті уздовж річки Інгул. Самі приміщення були заглиблені в грунт на 0,4-1 м, а їх фундаменти викладені з каміння, з чого дослідники роблять висновок, що у цитаделі мешкала переважно еліта. Археологи звертають увагу на ремісничий характер помешкань у цитаделі, зокрема було знайдено декілька майстерень: косторізну, гончарну, м'ясну, ливарню. Будівлі були досить просторими, наприклад, площа косторізної майстерні становила 56 м². Окрім того, за словами Кирила Горбенка, це «приміщення велике і стандартне», воно наводить на думку, що «існував план забудови, оскільки повороти широт приміщення чітко повторюють контури рову».
Одне з приміщень цитаделі виявилося сторожовою вежею, що прикривала в'їзд на другий міст, ще одне приміщення, що знаходиться на стику цитаделі та ближнього передмістя, на думку Кирила Горбенка, теж схоже на фортифікаційну споруду (хоча могло бути і просто житловим приміщенням).
Частина будівель цитаделі використовувалися як господарські споруди — загони для худоби, майстерні, склади. Від деяких з цих приміщень збереглися залишки
кам'яних основ стін. На рівні підлоги цих приміщень знаходилися
господарські, ритуальні і стовпові ями, а також відкриті вогнища.
Дослідження культових приміщень та пандуса дозволяють зробити висновки, що мешканці міста виконували різні синкретичні та релігійні ритуали, поклонялися Сонцю, Місяцю і Вогню, вшановували предків і героїв (на це вказують поховання черепів та антропоморфних стел у спеціальних ямах), практикували культ фалоса.

### Передмістя
Дослідники городища вважають, що спочатку був споруджений зовнішній рів, який огороджував місто, а потім почалося «заповнення» внутрішньої території. Розташування будівель вказує на те, що це була не хаотична забудова, а централізоване проектування.
На відміну від цитаделі, де всі будівлі мають залишки потужних кам'яних фундаментів, у передмісті кам'яних кладок не виявлено. Також у передмісті було знайдено багато господарських ям, в той час як у цитаделі їх невелика кількість. Ці дані підтверджують гіпотезу, що в цитаделі жила еліта, а в передмісті — «середній клас». Окрім того, є здогад, що оскільки еліта не «засмічувала» свої будинки сховищами для продуктів і кухнями, їжу готували в передмісті і приносили в будинки знаті.
Особливий інтерес у науковців викликають залишки приміщення № 13, яке, поза сумнівом, було культовою спорудою: на її відкритому майданчику північної частини приносили жертви, а у ямах східної частини проводили похоронні та поминальні ритуали.
Як вже було зазначено вище, майстри були елітою і проживали вони в цитаделі. Однак, саме в передмісті було знайдено приміщення-ливарню зі скарбом бронзових і тому особливо цінних артефактів. Наявність культової споруди і майстерні може вказувати на те, що частина еліти жила в передмісті. Втім, всі інші виявлені приміщення є житловими, на що вказують залишки господарських ям та вогнищ.

### Посад
Посад городища розташовувався на відстані до ста метрів від зовнішнього рову. Житлові та господарські приміщення представляли собою напівземлянки та землянки, що мали овальну форму і були занурені на глибину 0,5-3 м. Над ними знаходилися залишки кам'яних споруд. Господарські приміщення (сховища, льохи) були заповнені кістками тварин і риб, уламками керамічного посуду, кам'яними та кістяними знаряддями праці. Біля приміщень були виявлені господарські та ритуально-культові ями.

### Форпост
У 2020 році на протилежному від городища березі річки Інгул археологи знайшли форпост «Дикого Саду». Наразі досліджена лише невелика частина цієї пам'ятки і поки що навіть його площа лишається невідомою.

## Технології будівництва та планування будівель
Технології будівництва найкраще демонструють залишки приміщень № 19 та № 20 (обидва розташовані у «цитаделі»).
Приміщення № 19 мало прямокутну форму з закругленими кутами, його розміри становили 7,0×8,0 м (площа, відповідно, становить 56 м²). Глинобитні cтіни були викладені саманною цеглою розмірами 0,40×0,20 м., які скріплювалися сумішшю глини з попелом — цей прийом будівництва був досить поширеним в Північному Причорномор'ї в пізніший античний час. Підлога східної половини приміщення була промазана сумішшю глини і піску, а західної — щільно утрамбованим глеєм з домішкою вапняного розчину. Під підлогою були виявлені кілька господарських ям, які після припинення їх функціонування, були ретельно замазані глиною або утрамбовані глеєм. В західній частині приміщення була виявлена кам'яна кладка, яка облицьовувала західну стіну і була покладена вже при перебудові приміщення з метою зміцнення конструкції — таку технологію можна побачити в архаїчних землянках античних міст. Дослідники переконані, що приміщення № 19 мало господарсько-виробниче призначення і на це вказує виявлена конструкція, що складається з кількох ям і обвалів. Одна з ям виконувала функції основи для стовпа (несучого пілона), а інша слугувала продухом. Однак, щодо напрямку виробництва є дві версії. Згідно першої, скупчення кісток під кладкою може означати, що це було приміщення для обробки туш (тоді конструкція призначена для
копчення м'яса), інша версія — конструкція призначена для виробництва ливарних форм і сопел (одне з них було виявлено у приміщенні).
Приміщення № 20 теж було прямокутної форми з розмірами 8,0×7,5 м (площа, відповідно, 60 м²) та мало глинобитні стіни. Північна стіна була спільною з приміщенням № 19, південна стіна — спільною з приміщенням № 10. Західна стіна мала кам'яний фундамент, на якому були виявлені залишки кам'яної кладки з вапнякового буту і плитняка в 5—7 кам'яних рядів довжиною 6,3 м і шириною від 0,50 до 1,80 м. Деякі камені мають сліди обробки. Підлога була вирівняна та добре утрамбована, без потужної промазки. Посеред приміщення було виявлено кілька оброблених вапнякових плит у формі трапеції, які колись стояли на ребрах біля центрального стовпа. Глиняний заплив вказує, що в самому центрі приміщення був невеликий вівтар з глиняною огорожею. В центрі вівтаря колись стояли три кам'яні стели. Дослідники вважають, що дах приміщення був односхилим і нахиленим у бік оборонного рову. Велика кількість кісток у одній з господарських ям та форма самої ями дозволяє зробити припущення, що у приміщенні обробляли туші великої рогатої худоби.

## Археологічні артефакти
Археологічні знахідки на території стародавнього міста можна поділити на 4 групи: вироби з кісток тварин, кам'яні знаряддя праці, кераміка, металеві вироби. Зберігаються вони в обласному краєзнавчому музеї «Старофлотські казарми».
Як зазначалося вище, у поселенні були майстерні з обробки кісток — в них виявлено повний технологічний ряд виготовлення кістяних предметів. Окрім того, були в городищі було знайдено понад 150 виробів та кістяних заготовок — все це дає підстави говорити про розвинене ремісниче виробництво. Як сировину, використовували кістки свійських тварин (зокрема, ребра та щелепи коней) та роги оленів або сайги. Причому, всі знайдені предмети були зроблені лише з тих рогів, які відпали, і не знайдено жодного зрізаного — з цього дослідники роблять висновок, що мешканці не полювали за оленями заради сировини.
Серед знайдених виробів з кістки найбільш чисельно представлені псалії та
налобники з рогу оленя для кінської вузди вершників. Псаліїв знайдено близько 30 готових виробів і стільки ж «заготовок» — чи не найбільша їх колекція бронзової доби серед усіх пам'яток на території Євразії. Ще було знайдено 36 астрагалів, що були гральними кістками, ще один знайдений астрагал схожий на амулет. Також були знайдені тупики з нижньощелепних кісток коня, струги з кінських ребер, різні проколки, предмети для плетіння канатів, прясельці для прядіння. Найбільш унікальна знахідка — ковзани з конячих кісток — призначення артефакту вдалося встановити шляхом експерименту шведських вчених, які виготовили схожий предмет, випробували його на шкірі та на кризі і під мікроскопом порівняли характер зазубринок.
Вироби з каменю становлять значну частку знайдених предметів — їх було виявлено понад 250. Це стели, булави, молотки, посуд, кам'янні форми для виплавки металу, молоточки-куранти, розтиральники, зернотертки, ковадла, гирки для схилів, кам'яні якорі-відвіси. В основному, їх виготовляли з місцевих порід, які добували в долинах річок Південного Бугу та Інгулу, але є також предмети, що були виготовлені з порід, привезених з Південних Карпат, Малої Азії і деяких регіонів Середземномор'я. Прикладом немісцевого артефакту є знайдений кремнієвий серп, а сірий кремінь у навколишніх землях не зустрічається, тому, є припущення, що його привезли з Криму або з Карпат.
Сліди кераміки були виявлені в господарський ямах і в цитаделі, і в передмісті, і в посаді. Найчастіше це уламки посуду, але, окрім уламків, вже зібрана значна колекція кераміки цілих предметів, в якій яскраво помітні впливи протофракійських культур Подунав'я. Всього було виявлено понад 2000 вінчиків посудин, понад 1200 днищ, більше 13 000 стінок, з яких понад 200 — з різним орнаментом, а також більше 100 великих і середніх розвалів посудин різних форм і типів — горщики, корчаги, вази, кубки, черпаки, миски, миски-сковорідки, жаровні, цідилки для переробки молока на сир. Вище згадувалися кістяні прясельці, але одне виявлене прясельце було керамічним.
Знайдений посуд переважно лощений або зі слідами лощення, з чорною або сірувато-брунатною поверхнею. Більшість горщиків мають більш-менш округлий тулов з дещо відтягнутим назовні віночком і вузьке днище. Посуд часто орнаментований овальними косими вдавленнями, насічками, вирізаними лініями, валиками та наліпами. Значна кількість так званих мисок-сковорідок мають гладкі або орнаментовані втиснення, а також насічки та вінчики.
Технологічний розвиток тогочасного суспільства часто визначався бронзоливарними технологіями, які демонструють знайдені уламки трьох ливарних форм, сопло і тигель, а також понад 80 бронзових предметів. Це зброя (кинджали, ножі, набір сокир-кельтів, наконечник дротика), господарські речі (серп, ножі-пилки, маленьке шило, рибальські гачки, бронзові бляшки, фрагмент невеликої стамески, клепані казани) та прикраси (шпильки, булавки, браслети, сережки). Великий інтерес для дослідників представляє вже згаданий вище старовинний бронзовий казан об'ємом 37 л, але справжній скарб — набір з 13 сокир-кельтів загальною вагою 3 кг. «На той час їх цінність була такою значною, що з нею навіть не співставні нинішні 3 кг золота!», — зауважує Кирило Горбенко.
На території форпосту було знайдено ще одну бронзову сокиру-кельт, що має певні відмінності від аналогічних знахідок у місті — предмет трохи менших розмірів і в нього відсутня частина конструкції. Цю знахідку Кирило Горбенко коментує так: «Він наче недолитий — це може свідчити про те, що місцевим майстрам вже бракує бронзи і вони починають економити сировину».
Аналіз керамічного комплексу та інших предметів матеріальної культури,
знайдених на території городища, дозволив науковцям впевнено стверджувати, що поселення належить до білозерської археологічної культури.

### Археологічні знахідки пізніших епох
Протомісто припинило своє існування у Х ст. до н. е., але і після цього люди відвідували територію городища і залишали сліди своєї діяльності. Зокрема, були знайдені уламки античної амфори V ст. до н. е. — ця знахідка засвідчує, що, свого часу, руїни міста відвідували стародавні греки. Можливо, саме залишки городища Дикий Сад мав на увазі Геродот, коли писав про древні кімерійські укріплення біля річкових переправ.
В середні віки на місці приміщення № 22 було місце для жертвоприношень — на це вказують знайдені рештки розчленованого кістяка тварини, ймовірно коня, який використовувався, очевидно, для поминального обряду. Окрім того, було виявлено турецькі трубки і козацькі люльки XVI—XVIII ст., фрагменти турецької кераміки кін. XVII — поч. XVIII ст.

## Господарська діяльність населення
Знайдені археологічні артефакти вказують на розвинені шкіряне, керамічне, ткацьке, такелажне, деревообробне, металообробне виробництва, обробку кісток. Це демонструють знайдено майстерні, а в них шаблони, за якими працювали косторізні майстри, ливарні форми для металургії, глиняний посуд, виліплений за певними стандартами.
Важливу роль відігравав риболовецький промисел — про це свідчать залишки кісток риби у господарських ямах, а також кам'яні якорі-відвіси та бронзові риболовецькі гачки.
Схожі якорі використовувалися як відтяжки на ткацьких станках. А ще про розвинуте ткацтво свідчать кістяні та кам'яні прясельці.
Знайдені кістки диких тварин у господарських вказують на те, що мешканці городища займалися полюванням, як допоміжною ланкою господарювання. Про розвинуте скотарство свідчить наявність у городищі загонів для стад великої та дрібної рогатої худоби. Знайдені два серпи (кремнієвий та бронзовий), залишки зерна, кам'яні зернотерки і розтиральники вказують на те, що частина населення займалася землеробством. Вирощували просо, ячмінь, пшеницю, виноград.
Аналіз ґрунтів дозволяє науковцям стверджувати, що у XIII—XII ст. до н. е. клімат був більш вологим і сприяв тваринництву та землеробству. Але далі він поволі стає сухішим і ближчим до сучасного, тому займатися цими видами господарської діяльності стає складніше, населення регіону переходить до кочового способу життя і, зрештою, у Х ст. до н. е. повністю полишає місто.

## Населення та соціально-політичний устрій
Згідно розкопок археологів, в городищі розміщувалося не менше 50 житлових об'єктів. Якщо припустити, що кожна сім'я, в середньому, складалася з 10 чоловік, то загальну чисельність населення стародавнього поселення можна оцінити в 500 осіб.
Ретельне централізоване проектування передмістя вказує на присутність у місті вождів, що управляли містом, і на наявність у городищі людей, які володіли певним рівнем знань і навичок з геометрії Археологи також відзначають майнове та соціальне розшарування населення: великий розмір будівель, наявність кам'яних фундаментів і відсутність господарських ям у цитаделі підтверджують, що там мешкала еліта. Наявність внутрішнього муру з ровом вказує на те, що еліта хотіла відмежуватися від бідніших прошарків населення. Кирило Горбенко звертає увагу, що найбільші будівлі виявилися майстернями і, на цій підставі, стверджує, що «місцеву еліту формували ремісники найвищої кваліфікації» і що «належність до верхнього прошарку суспільства не передавалась у спадщину, щоб до нього увійти, потрібно було мати власні здібності».

## Історичне тло та торгівельні зв'язки

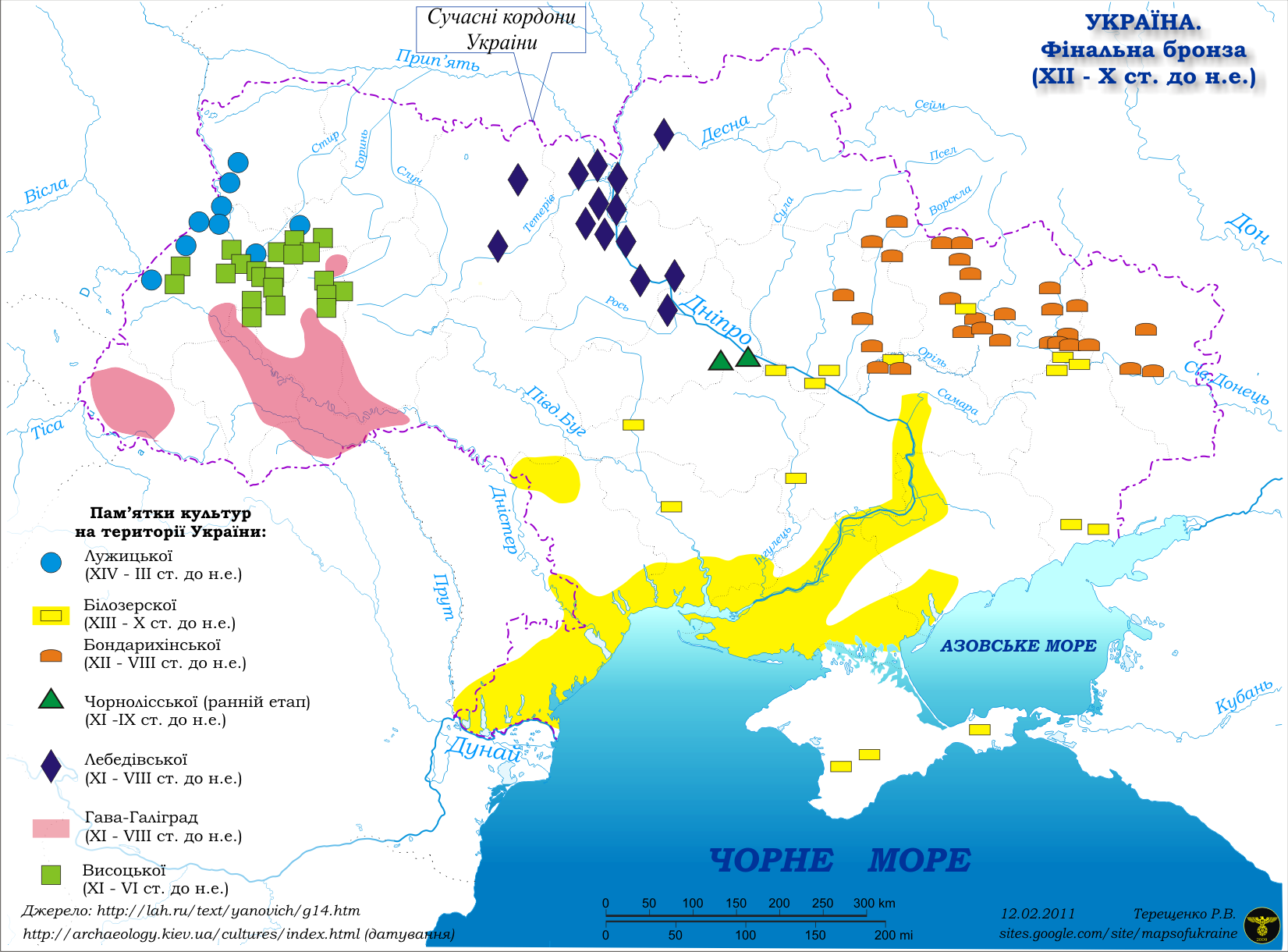
Фінальна бронзова доба на території України (XII—XI ст. до н. е.).
Ареал поширення білозерської культури

Поселення «Дикий Сад» — єдине відоме протомісто у степовій частині України у XIII—X ст. до н. е., час його існування і розквіту припав на пізню бронзову добу. Давньогрецькі колонії Північного Причорномор'я молодші за нього на 500 років, а його сучасниками були стародавні Мікени та Троя Ахейської Греції. Дослідники вказують на тісні зв'язки між населенням Північного Причорномор'я та Східного Середиземномор'я. Зокрема, на території городища було знайдено бронзову фібулу субмікенського типу та зразки середземноморського каменю. Загальна схема планування городища зі щільним розташуванням житлових і господарських комплексів нагадує подібне планування мікенських фортець. Також археологи відзначають, що матеріальна культура городища Дикий Сад, що представлена знайденими артефактами, може значною мірою порівнюватися з легендарною Троєю.
Городище було своєрідною столицею носіїв білозерської культури, вплив якої поширювався від низовин Дніпра до низовини Дунаю.

## Зауваження
1. ↑  Кирило Горбенко — старший викладач кафедри історії Миколаївського національного університету, директор музею археології та етнографії університету[10]
2. ↑  Частину знайдених кам'яних підмурків приміщень було зруйновано ерозією вже у ХХ ст.
3. ↑  Тулов — нижня частина горщика

### Книжки
- Иванова С.В., Островерхов А.С., Савельев О.К., Остапенко П.В. Очерки истории и археологии Днестро-Бугского междуречья. — Київ, 2012. — 300 с. — ISBN 978-966-8042-38-6. (рос.)

### Статті
- Ю.С. Гребенников, К.В. Горбенко. Исследования поселения "Дикий Сад" в 1994 году // Восточный аргеологический журнал. — Институт археологии НАН Украины, 2001. — № 4(11), июль-август. (рос.)
- Анатолій Золотухін. «Дикий сад» археологический памятник XIII-IX ст. до н.э. — ровесник Трои!. — 2007. (рос.)
- Віталій Отрощенко. Укріплене поселення «Дикий Сад» у системі пам'яток білозерської культури // Емінак. — 2008. — № 1-4(3).
- Іван Черняков. «Дикий Сад», Гомер, Геродот, Троя, ахейці та кіммерійці (коментар одного археологічного відкриття в Україні) // Праці центру пам’яткознавства. — 2010. — № 17. — С. 116—122. — ISSN 2078-0133.
- Горбенко К.В., Горшко Т.Ю.. Металеві вироби з поселення Дикий Сад // Археологія (видання). — 2010. — № 1. — С. 97-111.
- Кирило Горбенко. Нові археологічні дослідження городища Дикий Сад // Eμινακο. — 2015. — № 3-4. — С. 10-21.
- Л. Г. Шевцова. Що зберігає Микалаївська земля: «Дикий Сад» // Бібліоархеологічна розвідка. — 2015.